# Echinophyllum sachalinense
Echinophyllum sachalinense là một loài Rêu trong họ Thuidiaceae. Loài này được (Lindb.) O'Brien, Terry John mô tả khoa học đầu tiên năm 2000.